# Бабажанов Дадаш Бабажанович
Дадаш Бабажанович Бабажанов (1 березня 1922 — 6 лютого 1985) — Герой Радянського Союзу (24.03.1945), учасник Другої світової війни, командир відділення роти автоматників 1369-го стрілецького полку (417-ї стрілецької дивізії, 63-го стрілецького корпусу, 51-ї армії, 4-го Українського фронту), червоноармієць.

## Біографія
Народився 1 березня 1922 року в селі Узун-Агач тепер Жамбильського району Алматинської області Казахстану в родині робітника. Уйгур. У 1941 році закінчив неповну середню школу.
В Червоній армія з серпня 1941 року. У боях Другої світової війни з грудня 1942 року. Член ВКП(б) з 1944 року.
Командир відділення роти автоматників 1369-го стрілецького полку (417-а стрілецька дивізія, 51-а армія, 4-й Український фронт) червоноармієць Дадаш Бабажанов у боях за місто Севастополь 7-9 травня 1944 року першим в полку вивів ввірений йому підрозділ на вершину Сапун-гори, розташованої на південний схід від Севастополя, що була в тактичному плані ключовою позицією на підступах до міста, і поставив там червоний прапор.
В ході боїв відділення під командуванням Бабажанова знищило понад п'ятдесят гітлерівців і, переслідуючи ворога, одним з перших увірвалося в Севастополь.
Указ Президії Верховної Ради СРСР від 24 березня 1945 року за зразкове виконання бойових завдань командування на фронті боротьби з німецько-фашистськими загарбниками і проявлені при цьому мужність і героїзм червоноармійцю Бабажанову Дадашу Бабажановичу присвоєно звання Героя Радянського Союзу з врученням ордена Леніна і медалі "Золота Зірка" (№ 5008).
Після війни Д.Б. Бабажанов демобілізований. Повернувся на батьківщину — до Казахстану. У 1947 році закінчив партійну школу при Центральному Комітеті Комуністичної партії Казахстану. Проживав і працював у районному центрі-селі Узун-Агач. Помер 6 лютого 1985 року.

## Нагорода
- Медаль " Золота Зірка» Героя Радянського Союзу (№ 5008)
- Орден Леніна
- Орден Слави III ступеня
- Медалі, в тому числі:
  - Медаль «За перемогу над Німеччиною у Великій Вітчизняній війні 1941—1945 рр.»
  - Медаль «20 років перемоги у Великій Вітчизняній війні 1941—1945 рр.»
  - Медаль «30 років перемоги у Великій Вітчизняній війні 1941—1945 рр.»

## Пам'ять
Портрет прославленого земляка, Героя Радянського Союзу Бабажанова Д. Б., займає почесне місце в "музеї Бойової Слави", створеного в Каргалінській середній школі-гімназії № 2 селища Каргали Жамбильського району Алматинської області Казахстан.
Також, його подвиг запакарбований на мальовничому полотні діорами "Штурм Сапун-гори", написаної колективом художників студії військових художників імені Грекова під керівництвом П. Т. Мальцева, яка встановлена в меморіальному музеї на Сапун-горі.